# Lugburz (album)
Lugburz – debiutancki album zespołu Summoning, wydany w 1995 roku przez wytwórnię Napalm Records. Po jego nagraniu Trifixion rozstał się z zespołem.

## Lista utworów
1. Grey Heavens – 1:44
2. Beyond Bloodred Horizons – 3:37
3. Flight of the Nazgul – 7:07
4. Where Winters Forever Cry – 4:04
5. Through the Valley of the Frozen Kingdom – 6:22
6. Raising with the Battle-Orcs – 5:44
7. Master of the Old Lure – 4:14
8. Between Light and Darkness – 3:29
9. The Eternal Lands of Fire – 3:36
10. Dragons of Time – 6:01
11. Moondance – 4:46

## Twórcy
- Protector (Richard Lederer) – gitara elektryczna
- Silenius (Michael Gregor) – śpiew, gitara basowa, instrumenty klawiszowe
- Trifixion (Alexander Trondl) – perkusja
- Pazuzu (Raymond Wells) – śpiew na ścieżkach 5 i 10